# Перство Ірландії

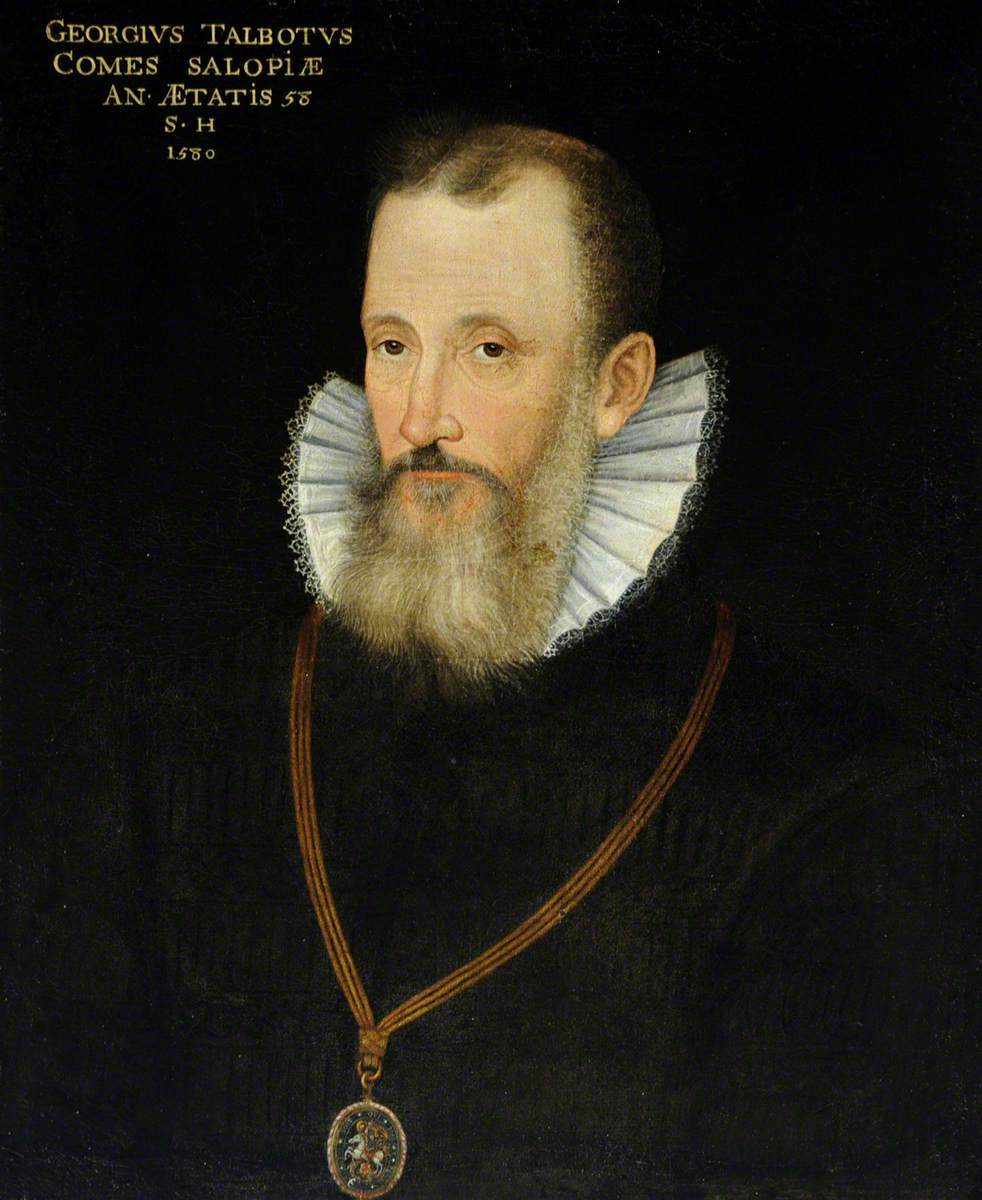
Джордж Талбот – VI граф Вотерфорд (пом. 1590).

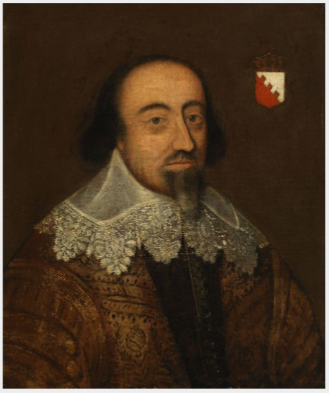
Річард Бойл – І граф Корк.

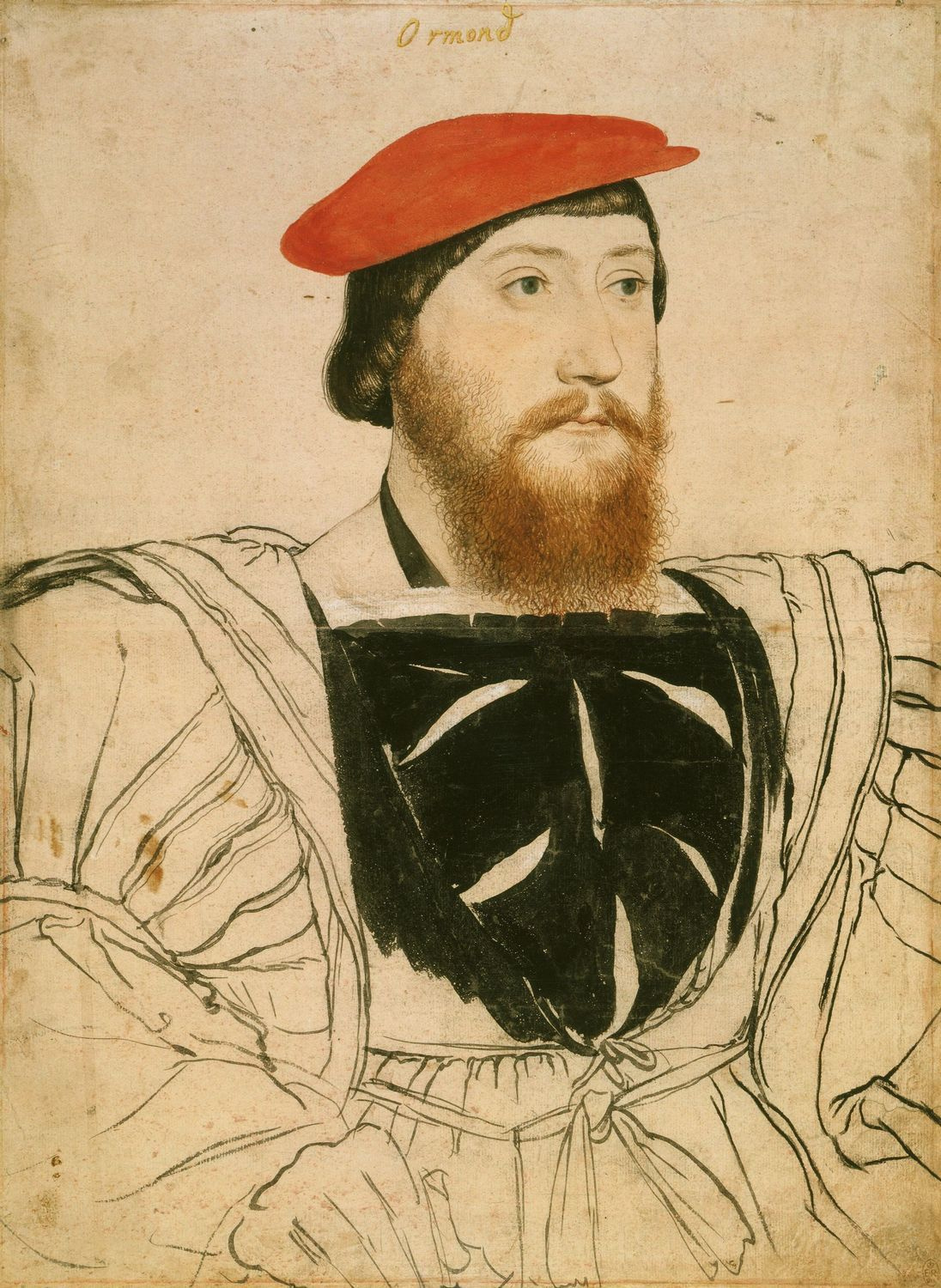
Джеймс Батлер (1496—1546) — ІХ граф Ормонд. Малюнок Ганса Гольбейна.

Перство Ірландії (англ. Peerage of Ireland) — шляхетні титули, стоворені англійською короною в Ірландії. Пізніше перство Ірландії контролювало так зване «Ірландське королівство» — державне середньовічне утворення, королем якого був король Англії, потім корона Об'єднаного королівства Великої Британії та Ірландії. До списку перів Ірландії входять герцоги, маркізи, графи, віконти, барони, лорди. Корона Об'єднаного королівства Великої Британії та північної Ірландії як і раніше здійснює юрисдикцію над титулами перства Ірландії, в тому числі над перами, титули яких походять з території, що нині належить до республіки Ірландія. Але стаття конституції республіки Ірландія 40.2 забороняє надавати шляхетні титули або почесті, хіба тільки з попередньою згодою уряду.

### Герцоги в Перстві Ірландії
| Титул           | Створення | Інші герцогські титули                                                                   |
| --------------- | --------- | ---------------------------------------------------------------------------------------- |
| Герцог Лейнстер | 1766      | Віконт Лейнстер в Перстві Великої Британії Лорд Кілдер в Перстві Об'єднаного королівства |
| Герцог Аберкорн | 1868      | Граф Аберкорн в Перстві Шотландії Маркіз Аберкорн в Перстві Великої Британії             |

### Маркізи в Перстві Ірландії
| Титул            | Створення | Інші титули                                                                              |
| ---------------- | --------- | ---------------------------------------------------------------------------------------- |
| Маркіз Вотерфорд | 1789      | Барон Тірон в Перстві Великої Британії                                                   |
| Маркіз Дауншир   | 1789      | Граф Гіллсборо в Перстві Великої Британії                                                |
| Маркіз Донегол   | 1791      | Лорд Фішервік в Перстві Великої Британії Лорд Темплмор в Перстві Об'єднаного королівства |
| Маркіз Гедфорт   | 1800      | Барон Кенліс в Перстві Об'єднаного королівства                                           |
| Маркіз Слайго    | 1800      | Барон Монтіглв Перстві Об'єднаного королівства                                           |
| Маркіз Елі       | 1801      | Лорд Лофтус в Перстві Об'єднаного королівства                                            |
| Маркіз Конінгем  | 1816      | Лорд Мінстер в Перстві Об'єднаного королівства                                           |
| Маркіз Деррі     | 1816      | Граф Вейн в Перстві Об'єднаного королівства                                              |
| Маркіз Ормонд    | 1816      |                                                                                          |

### Графи в Перстві Ірландії
| Титул              | Створення | Інші титули                                                                                      |
| ------------------ | --------- | ------------------------------------------------------------------------------------------------ |
| Граф Вотерфорд     | 1446      | Граф Шрусбері в системі Перства Англії                                                           |
| Граф Корк          | 1620      | Барон Бойл з Марстона в Перстві Великобританії                                                   |
| Граф Вестміт       | 1621      |                                                                                                  |
| Граф Міт           | 1627      | Барон Чаворт у Перстві Великобританії                                                            |
| Граф Десмонд       | 1628      | Граф Денбі в Перстві Англії                                                                      |
| Граф Каван         | 1647      |                                                                                                  |
| Граф Дрогеда       | 1661      | Барон Мур у Перстві Великобританії                                                               |
| Граф Гранард       | 1684      | Барон Гранард у Перстві Великобританії                                                           |
| Граф Керрі         | 1722      | Маркіз Лансдаун у Перстві Великобританії                                                         |
| Граф Дарнлі        | 1725      | Барон Кліфтон в Перстві Англії                                                                   |
| Граф Бессборо      | 1739      | Лорд Понсонбі в системі Перства Великобританії Барон Дунканнон в Перстві Об'єднаного королівства |
| Граф Каррік        | 1748      | Барон Батлер в Перстві Об'єднаного королівства                                                   |
| Граф Шеннон        | 1756      | Барон Карлетон у Перстві Великої Британії                                                        |
| Граф Морнінгтон    | 1760      | Герцог Веллінгтон у Перстві Об'єднаного королівства                                              |
| Граф Арран         | 1762      | Барон Сондерс в Перстві Об'єднаного королівства                                                  |
| Граф Кортаун       | 1762      | Барон Салтерсфорд в Перстві Великої Британії                                                     |
| Граф Вінтертон     | 1766      |                                                                                                  |
| Граф Мексборо      | 1766      |                                                                                                  |
| Граф Кінгстон      | 1768      |                                                                                                  |
| Граф Роден         | 1771      |                                                                                                  |
| Граф Лісбьорн      | 1776      |                                                                                                  |
| Граф Кланвільям    | 1776      | Барон Кланвільям в Перстві Об'єднаного королівства                                               |
| Граф Антрім        | 1785      |                                                                                                  |
| Граф Портарлінгтон | 1785      |                                                                                                  |
| Граф Мейо          | 1785      |                                                                                                  |
| Граф Лонгфорд      | 1785      | Барон Сілчестер та Барон Пакенем у Перстві Об'єднаного королівства                               |
| Граф Еннеслі       | 1789      |                                                                                                  |
| Граф Енніскіллен   | 1789      | Барон Грінстед у Перстві Об'єднаного королівства                                                 |
| Граф Ерн           | 1789      | Барон Фермана в Перстві Об'єднаного королівства                                                  |
| Граф Лукан         | 1795      | Барон Бінгем у Перстві Об'єднаного королівства                                                   |
| Граф Белмор        | 1797      |                                                                                                  |
| Граф Кастл Стюарт  | 1800      |                                                                                                  |
| Граф Донамор       | 1800      | Віконт Гатчінсон у Перстві Об'єднаного королівства                                               |
| Граф Каледон       | 1800      |                                                                                                  |
| Граф Лімерик       | 1803      | Барон Фоксфорд у Перстві Об'єднаного королівства                                                 |
| Граф Кланкарті     | 1803      | Віконт Кланкарті у Перстві Об'єднаного королівства                                               |
| Граф Госфорд       | 1806      | Барон Ворлінггем та Барон Ачесон у Перстві Об'єднаного королівства                               |
| Граф Росс          | 1806      |                                                                                                  |
| Граф Нормантон     | 1806      | Барон Мендіп у Перстві Великої Британії Барон Сомертон у Перстві Об'єднаного королівства         |
| Граф Кілморі       | 1822      |                                                                                                  |
| Граф Лістовел      | 1822      | Барон Гар у Перстві Об'єднаного королівства                                                      |
| Граф Норбері       | 1827      |                                                                                                  |
| Граф Ранфьорлі     | 1831      | Барон Ранфьорлі в системі Перства Об'єднаного королівства                                        |

### Віконти в Перстві Ірландії
| Титул             | Створення  | Інші титули |
| ----------------- | ---------- | --- |
| Віконт Ґорманстон | 1478       | Барон Ґорманстон у Перстві Об'єднаного королівства                                                                         |
| Віконт Монтгаррет | 1550       | Барон Монтгаррет у Перстві Об'єднаного королівства                                                                         |
| Віконт Ґрандісон  | 1620       | Граф Джерсі в Перстві Англії                                                                                               |
| Віконт Валентія   | 1622       | |
| Віконт Діллон     | 1622       | |
| Віконт Ламлі      | 1628       | Граф Скарборо в Перстві Англії                                                                                             |
| Віконт Мессерін   | 1660; 1797 | |
| Віконт Чарлемонт  | 1665       | |
| Віконт Даун       | 1681       | Барон Довні в Перстві Об'єднаного королівства                                                                              |
| Віконт Моулсворт  | 1716       | |
| Віконт Четвінд    | 1717       | |
| Віконт Мідлтон    | 1717       | Барон Бродрік в Перстві Великої Британії                                                                                   |
| Віконт Бойн       | 1717       | Барон Бланкепет в Перстві Об'єднаного королівства                                                                          |
| Віконт Ґрімстон   | 1719       | Лорд Форрестер в Перстві Шотландії Барон Верулам в Перстві Великої Британії Граф Верулам в Перстві Об'єднаного королівства |
| Віконт Ґейдж      | 1720       | Барон Ґейдж в Перстві Великої Британії                                                                                     |
| Віконт Ґалвей     | 1727       | |
| Віконт Паверскорт | 1743       | Барон Паверскорт в Перстві Об'єднаного королівства                                                                         |
| Віконт Ешбрук     | 1751       | |
| Віконт Сазелл     | 1776       | |
| Віконт де Вессі   | 1776       | |
| Віконт Ліффорд    | 1781       | |
| Віконт Бангор     | 1781       | |
| Віконт Данерел    | 1785       | |
| Віконт Гарбертон  | 1791       | |
| Віконт Гаварден   | 1793       | |
| Віконт Монк       | 1801       | Барон Монк в Перстві Об'єднаного королівства                                                                               |
| Віконт Горт       | 1816       | |

### Барони в Перстві Ірландії
| Титул                     | Створення | Інші титули |
| ------------------------- | --------- | --- |
| Лорд Кінгсейл             | 1397      | |
| Лорд Дансані              | 1439      | |
| Лорд Трімлстаун           | 1461      | |
| Лорд Данбойн              | 1541      | |
| Лорд Лаут                 | 1541      | |
| Лорд Інчіквін             | 1543      | |
| Лорд Дігбі                | 1620      | Лорд Дігбі в Перстві Великої Британії                                                                          |
| Лорд Конві та Кіллултаг   | 1712      | Лорд Конві в Перстві Англії Маркіз Гартфорд в Перстві Великої Британії                                         |
| Лорд Ньюборо              | 1715      | Маркіз Холмонделлі в Перстві Об'єднаного королівства                                                           |
| Лорд Карбері              | 1715      | |
| Лорд Ейлмер               | 1718      | |
| Лорд Фарнгем              | 1756      | |
| Лорд Лайл                 | 1758      | |
| Лорд Клайв                | 1762      | Лорд Клайв в Перстві Великої Британії Граф Павіс в перстві Об'єднаного королівства                             |
| Лорд Малгрейв             | 1762      | Маркіз Норменбі в Перстві Великої Британії                                                                     |
| Лорд Весткот              | 1776      | Віконт Кобем в Перстві Великої Британії                                                                        |
| Лорд МакДональд           | 1776      | |
| Лорд Кенсінгтон           | 1776      | Лорд Кенсінгтон в Перстві Об'єднаного королівства                                                              |
| Лорд Ньюборо              | 1776      | |
| Лорд Мессі                | 1776      | |
| Лорд Маскеррі             | 1781      | |
| Лорд Гуд                  | 1782      | Віконт Гуд в Перстві Великої Британії                                                                          |
| Лорд Шеффілд              | 1783      | Лорд Стенлі з Елдерлі та Еддісбьорі в Перстві Об'єднаного королівства                                          |
| Лорд Кілмейн              | 1789      | |
| Лорд Окленд               | 1789      | Лорд Окленд в Перстві Великої Британії                                                                         |
| Лорд Вотерпарк            | 1792      | |
| Лорд Брідпорт             | 1794      | Віконт Брідпорт в Перстві Об'єднаного королівства                                                              |
| Лорд Ґрейвз               | 1794      | |
| Лорд Гантінгфілд          | 1796      | |
| Лорд Каррінгтон           | 1796      | Лорд Каррінгтон в Перстві Великої Британії Лорд Карінгтон з Аптона в довічному Перстві Об'єднаного королівства |
| Лорд Россмор              | 1796      | Лорд Россмор в Перстві Об'єднаного королівства                                                                 |
| Лорд Готем                | 1797      | |
| Лорд Крофтон              | 1797      | |
| Лорд Френч                | 1798      | |
| Лорд Генлі                | 1799      | Лорд Нортінгтон в Перстві Об'єднаного королівства                                                              |
| Лорд Ленгфорд             | 1800      | |
| Лорд Геннікер             | 1800      | Лорд Гартсмер в Перстві Об'єднаного королівства                                                                |
| Лорд Дафферін та Клейнбой | 1800      | |
| Лорд Вентрі               | 1800      | |
| Лорд Данеллі              | 1800      | |
| Лорд Кланморріс           | 1800      | |
| Лорд Ештаун               | 1800      | |
| Лорд Рендлшем             | 1806      | |
| Лорд Каслмейн             | 1812      | |
| Лорд Дісіз                | 1812      | |
| Лорд Ґарваг               | 1818      | |
| Лорд Телбот з Малахайду   | 1831      | |
| Лорд Керью                | 1834      | Лорд Керью в Перстві Об'єднаного королівства                                                                   |
| Лорд Оранмор та Браун     | 1836      | Лорд Мереворт в Перстві Об'єднаного королівства                                                                |
| Лорд Белью                | 1848      | |
| Лорд Фермой               | 1865      | |
| Лорд Ратдоннелл           | 1868      | |